# Кихтенко, Александр Тимофеевич
Александр Тимофеевич Кихтенко (укр. Олександр Тимофійович Кіхтенко; 5 апреля 1956, Богодухов, Харьковская область, Украинская ССР — 16 октября 2024) — украинский военачальник и государственный деятель, генерал армии. Председатель Донецкой областной государственной администрации в 2014—2015 годах.

## Биография
С 1974 года — на службе в Советской Армии. В 1978 году окончил Омское высшее общевойсковое командное училище им. М. В. Фрунзе. Служил на офицерских должностях, начиная с командования взводом. В 1991 году окончил разведывательный факультет Военной академии имени М. В. Фрунзе.
После распада СССР продолжил службу в Вооружённых силах Украины. В 1992 году был командиром четвертого полка «Национальной гвардии Украины». Был начальником управления Внутренних войск Украины по Запорожской области. С 2001 года — первый заместитель командующего Внутренними войсками Украины — начальник штаба Внутренних войск, генерал-лейтенант (20 августа 2001). С февраля 2005 года — командующий Внутренними войсками Украины, генерал-полковник (24 марта 2006).
Имя генерала Кихтенко стало широко известно в период политического кризиса на Украине в 2007 году, когда он открыто выступил на стороне Президента Украины Виктора Ющенко, среди оппонентов которого был непосредственный начальник Кихтенко — Министр внутренних дел Украины Василий Цушко. В частности, Кихтенко заявил, что он не будет выполнять приказы Цушко, если они будут противоречить приказам Президента. Вскоре Ющенко переподчинил Внутренние войска Украины от министра внутренних дел лично себе как Верховному Главнокомандующему. Также в апреле 2007 года генерал Кихтенко был введён в число членов Совета национальной безопасности и обороны Украины. Воинское звание генерал армии присвоено указом Президента Украины В. А. Ющенко от 23 августа 2008 года.
Освобождён от должности командующего 6 апреля 2010 года. Уволен в запас с военной службы с правом ношения военной формы указом Президента Украины от 11 октября 2010 года.

### Председатель Донецкой областной государственной администрации
10 октября 2014 года президентом Украины Петром Порошенко был назначен председателем Донецкой областной госадминистрации, по мнению которого эта кандидатура «правильное сочетание, которое сейчас необходимо Донбассу, — и генерал, и губернатор».
13 октября Александр Кихтенко решил перенести Донецкую ОГА в Краматорск, оставив в Мариуполе УВД, СБУ, прокуратуру и другие ведомства. 21 октября по его распоряжению, областная государственная администрация и её структурные подразделения будут располагаться в городах Краматорск, Славянск и Мариуполь.
В опубликованном 11 апреля 2015 года интервью еженедельнику «Зеркало недели. Украина» Александр Кихтенко заявил о необходимости восстанавливать экономические связи с оккупированными территориями Донбасса. Это вызвало негативную реакцию со стороны министра внутренних дел Арсена Авакова, который решил инициировать его отставку. Позже Кихтенко уточнил, что речь шла о восстановлении экономических связей предприятий Донбасса, которые официально перерегистрировались на контролируемой украинским правительством территории.
С 5 марта 2015 года — глава Донецкой областной военно-гражданской администрации.
12 мая Петр Порошенко подписал вынесение выговоров донецкому губернатору Александру Кихтенко и закарпатскому — Василию Губалю за нарушение сроков возведения оборонительных сооружений. 5 июня Кабинет министров внес президенту представление об увольнении председателя Донецкой областной государственной администрации Александра Кихтенко из-за ненадлежащего исполнения служебных обязанностей.
Освобождён от занимаемой должности Президентом Украины Петром Порошенко 11 июня 2015 года.
Умер 16 октября 2024 года в возрасте 68 лет.

## Награды
- Орден князя Ярослава Мудрого V степени (указ от 22.06.2007)
- Орден Богдана Хмельницкого II степени (указ от 22.02.2010)
- Орден Богдана Хмельницкого III степени (указ от 15.12.2000)
- Орден Данилы Галицкого (указ от 22.08.2005)
- Медаль «За военную службу Украине» (указ от 19.12.1996)
- Медаль «Защитнику Отчизны» (Украина)
- Медаль «70 лет Вооружённых Сил СССР» (1988)
- Медали «За безупречную службу» 2 и 3 степеней (СССР)
- Медаль Жукова (Российская Федерация)